# بيتر كيرنز
بيتر كيرنز هو ضابط بحري كندي، ولد في 4 أكتوبر 1938 في أوريليا في كندا.